# Chimonobambusa
Genre

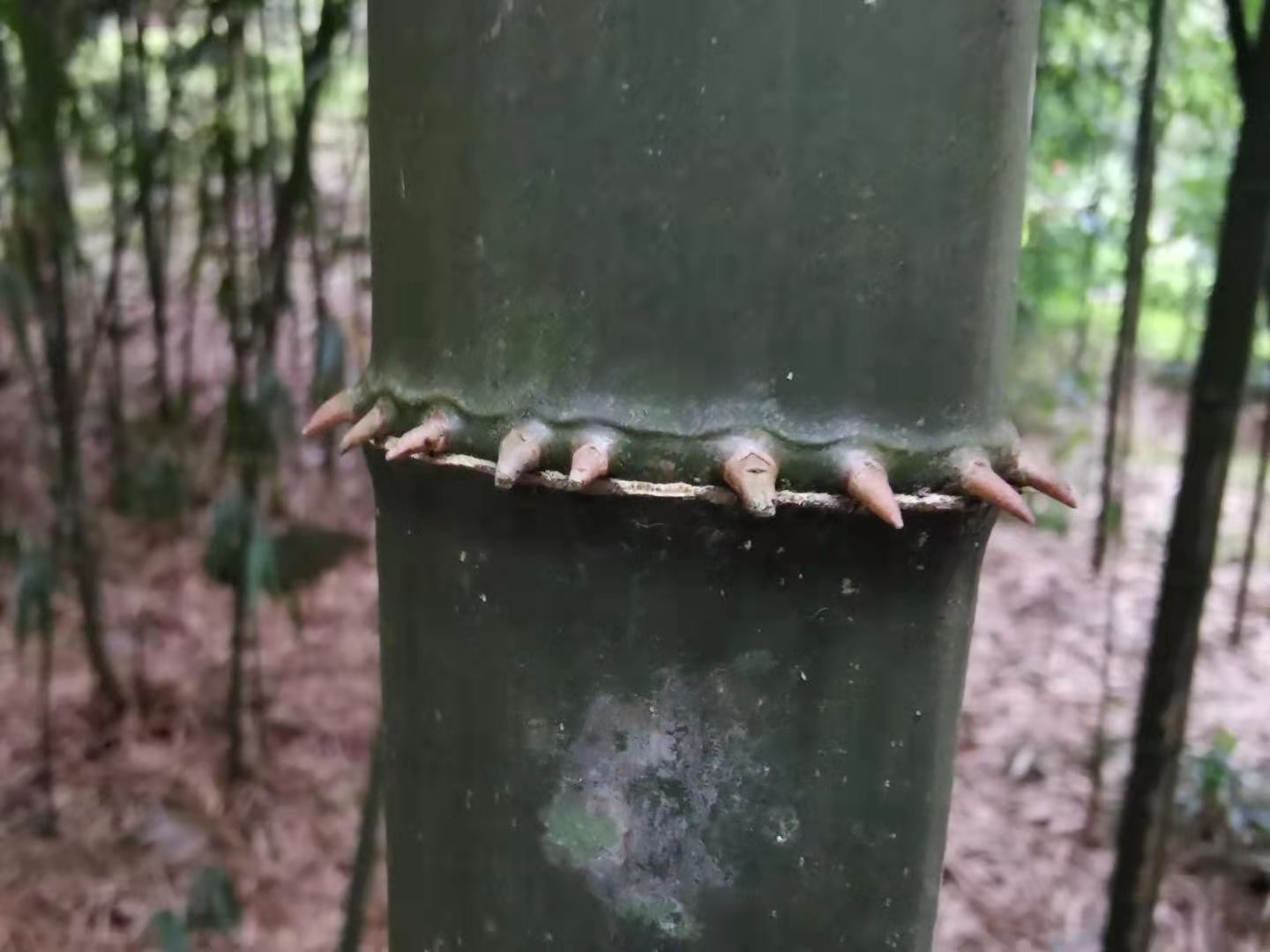
Chimonobambusa quadrangularis. Les tiges semblent être cylindriques comme les bambous ordinaires, mais elles sont carrées au toucher. Native de Chine.

Chimonobambusa est un genre de plantes de la famille des Poaceae,  sous-famille des Bambusoideae, originaire d'Asie de l'Est et de l'Himalaya, qui regroupe 37 espèces, dont 34 poussent en Chine et 31 sont endémiques de ce pays. Les espèces de ce genre sont des bambous de taille petite ou moyenne.

## Étymologie
Le nom générique « Chimonobambusa » est formé du nom de genre Bambusa et d'un préfixe dérivé d'une racine grecque χεῖμα (cheima) signifiant « hiver ». Ce nom évoque la ressemblance de ces plantes avec celles du genre Bambusa et l'émergence de nouvelles tiges en hiver chez certaines espèces. 

## Liste d'espèces
Selon World Checklist of Selected Plant Families (WCSP) (28 nov. 2011) :
- Chimonobambusa angustifolia C.D.Chu & C.S.Chao (1981)
- Chimonobambusa armata (Gamble) Hsueh & T.P.Yi (1983)
- Chimonobambusa brevinoda Hsueh & W.P.Zhang (1988)
- Chimonobambusa callosa (Munro) Nakai (1925)
- Chimonobambusa communis (Hsueh & T.P.Yi) K.M.Lan (1988)
- Chimonobamusa convoluta Q.H.Dai & X.L.Tao (1982)
- Chimonobambusa damingshanensis Hsueh & W.P.Zhang (1988)
- Chimonobambusa fansipanensis T.Q.Nguyen & Vucan (1991)
- Chimonobambusa grandifolia Hsueh & W.P.Zhang (1988)
- Chimonobambusa hejiangensis C.D.Chu & C.S.Chao (1981)
- Chimonobambusa hirtinoda C.S.Chao & K.M.Lan (1982)
- Chimonobambusa hsuehiana D.Z.Li & H.Q.Yang (2006)
- Chimonobambusa lactistriata W.D.Li & Q.X.Wu (1985)
- Chimonobambusa leishanensis T.P.Yi (1991)
- Chimonobambusa luzhiensis (Keng) K.M.Lan (1988)
- Chimonobambusa macrophylla T.H.Wen & Ohrnb. (1990)
- Chimonobambusa marmorea (Mitford) Makino (1914)
- Chimonobambusa metuoensis Hsueh & T.P.Yi (1983)
- Chimonobambusa microfloscula McClure (1940)
- Chimonobambusa montigena (T.P.Yi) Ohrnb. (1990)
- Chimonobambusa ningnanica Hsueh f. & L.Z.Gao (1987)
- Chimonobambusa opienensis (Keng) T.H.Wen & Ohrnb. (1990)
- Chimonobambusa pachystachys Hsueh f. & T.P.Yi (1982)
- Chimonobambusa paucispinosa T.P.Yi (1990)
- Chimonobambusa puberula (Keng) K.M.Lan (1988)
- Chimonobambusa pubescens T.H.Wen (1986)
- Chimonobambusa purpurea Hsueh f. & T.P.Yi (1982)
- Chimonobambusa quadrangularis (Fenzl) Makino (1914)
- Chimonobambusa rigidula (Hsueh & T.P.Yi) T.H.Wen & Ohrnb. (1990)
- Chimonobambusa sichuanensis (T.P.Yi) T.H.Wen (1987)
- Chimonobambusa szechuanensis (Rendle) Keng f. (1948)
- Chimonobambusa tianquanensis T.P.Yi (2000)
- Chimonobambusa tuberculata Hsueh f. & L.Z.Gao (1987)
- Chimonobambusa tumidissinoda Ohrnb. (1990)
- Chimonobambusa unifolia (T.P.Yi) T.H.Wen (1990)
- Chimonobambusa utilis (Keng) Keng f. (1948)
- Chimonobambusa verruculosa (T.P.Yi) T.H.Wen & Ohrnb. (1990)